# Pamphilius hortorum
Pamphilius hortorum är en stekelart som först beskrevs av Johann Christoph Friedrich Klug 1808.  Pamphilius hortorum ingår i släktet Pamphilius, och familjen spinnarsteklar. Arten är reproducerande i Sverige.